# Bagrdan
Bagrdan (cyr. Багрдан) – wieś w Serbii, w okręgu pomorawskim, w mieście Jagodina. W 2011 roku liczyła 809 mieszkańców.